# Vol Turkish Airlines 981
L'accident du vol Turkish Airlines 981, aussi appelé catastrophe d'Ermenonville, a lieu le 3 mars 1974. Le McDonnell Douglas DC-10 de la compagnie Turkish Airlines reliant l'aéroport Atatürk d'Istanbul à l'aéroport de Londres-Heathrow, s'écrase dans la forêt d'Ermenonville, à 38 km au nord de Paris quelques minutes après avoir décollé de l'aéroport de Paris-Orly. Il venait d'effectuer une escale et d’embarquer de très nombreux nouveaux passagers dont 176 supporters anglais de rugby. Les 346 occupants sont tous morts.
C’est jusqu'à la catastrophe de Tenerife en 1977 l'accident d'avion le plus meurtrier de l'histoire. En 2023, il est encore le 4e accident d'avion le plus meurtrier de l'histoire (si on écarte les attentats du 11 septembre 2001) et l'accident le plus meurtrier d'Europe continentale.
L'accident est dû au déverrouillage d'une porte de soute en vol, causé par un défaut de conception dans le système de fermeture. La décompression explosive qui s'ensuivit endommagea les circuits des commandes de vol, causant la perte de contrôle de l'appareil.

## L'avion
L'appareil impliqué est un McDonnell Douglas DC-10-10, immatriculé TC-JAV, construit en 1972 dans une usine de Long Beach (Californie) et livré en décembre 1972 à Turkish Airlines. 
Il a été commandé à l'origine par la compagnie aérienne japonaise All Nippon Airways, qui a ensuite annulé le contrat. Il totalisait 2 955 heures de vol au moment de l'accident.

## L'équipage
Commandant de bordNejat Berkoz (44 ans), 7 003 heures de vol à son actif, dont 438 sur DC-10.
CopiloteOral Ulusman (38 ans), 5 589 heures de vol à son actif, dont 628 sur DC-10.
Officier mécanicien navigantErhan Ozer (37 ans), 2 113 heures de vol à son actif, dont 775 sur DC-10.
Personnel de cabine8 personnes (Rona Altinay, Fatma Barka, Ayse Birgili, Semra Hidir, Gulay Sonmez, Hayri Tezcan, Nilgun Yilmazer, Sibel Zahin).

## L'accident

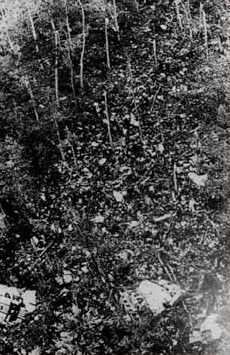
Vue aérienne du site de l'écrasement du vol 981.

Le vol 981 était arrivé de l'aéroport d'Istanbul-Atatürk dans la matinée, atterrissant à l'aéroport de Paris-Orly à 11 h 2, heure locale. Le DC-10 avait transporté, pour cette première étape, 167 passagers et 13 membres d'équipage. Cinquante passagers débarquèrent à Paris. 
Dans la seconde partie du vol entre Paris et l'aéroport de Londres-Heathrow, l'avion ne devait pas être plein, mais à cause d'une grève des employés de la British Airways, beaucoup de passagers pour Londres qui s'étaient retrouvés bloqués à Orly furent inscrits sur le vol 981. Il y avait ainsi de nombreux amateurs de rugby qui avaient assisté au match France-Angleterre la veille, en plus de 4 mannequins britanniques, 48 banquiers japonais en stage à Londres ainsi que des passagers d'une douzaine d'autres pays. 
L'avion décolla d'Orly, pour Heathrow, à 12 h 32. Il prit la direction de l'est puis tourna vers le nord en évitant de survoler Paris. À 12 h 40, juste après qu'il eut survolé la ville de Meaux et à une altitude de 12 000 pieds, les contrôleurs aériens captèrent une transmission distordue du vol 981. Les alarmes de pressurisation et de vitesse furent entendues par-dessus les mots des pilotes, en turc, dont ceux du copilote disant « le fuselage a explosé ». 
Le vol disparut des écrans de contrôle radar à 12 h 41 min 13 s alors que l'avion fonçait vers le sol à une vitesse de 700 km/h. À cause de la défaillance des commandes hydrauliques, il ne pouvait pas être redressé. L'épave fut retrouvée dans le sillon de Dammartin, dans la forêt d'Ermenonville (49° 08′ 44″ N, 2° 38′ 04″ E), non loin de la ville de Senlis. Le choc a creusé un cratère d’une quinzaine de mètres.

## Victimes
Le bilan est de 346 morts, 335 passagers (dont la moitié de nationalité française) et 11 membres d'équipage. L'accident resta le plus meurtrier qu'eût connu l'aviation civile jusqu'à la collision de l'aéroport de Tenerife en 1977 ; il reste cependant le plus important en termes de victimes qui se soit produit sur le territoire français. 
Nombre des 16 victimes britanniques sont des supporters de l'équipe d'Angleterre de rugby qui venaient d’assister la veille au match nul 12 partout du 2 mars 1974 à Paris lors de la rencontre phare du Tournoi des Cinq Nations 1974.
L'avion du vol Turkish Airlines 981 avait en effet d’abord atterri, en provenance de l'aéroport d'Istanbul-Atatürk, à Paris-Orly à 11h02, heure locale, pour une courte escale, selon le Rapport final de la Commission d'Enquête.
Au cours de sa première étape, il ne transportait que 167 passagers, dont 50 débarquent à Paris, où 216 nouveaux passagers montent à bord, en majorité initialement inscrits dans des vols de la compagnie British Airways, mais qui, à cause d'une grève du personnel de British Airways, se sont reportés sur le vol de Turkish Airlines. 
L'explosion en vol a provoqué l'aspiration d'une rangée de sièges, expliquant l'éloignement de 6 corps d’une quinzaine de kilomètres du lieu de l'impact.
| Nombre de victimes par nationalité et par nombre de victimes | Nombre de victimes par nationalité et par nombre de victimes | Nombre de victimes par nationalité et par nombre de victimes | Nombre de victimes par nationalité et par nombre de victimes |
| Nationalité                                                  | Passagers                                                    | Équipage                                                     | Total                                                        |
| ------------------------------------------------------------ | ------------------------------------------------------------ | ------------------------------------------------------------ | ------------------------------------------------------------ |
| France                                                       | 177                                                          | 0                                                            | 193                                                          |
| Turquie                                                      | 44                                                           | 11                                                           | 55                                                           |
| Japon                                                        | 48                                                           | 0                                                            | 48                                                           |
| États-Unis                                                   | 25                                                           | 0                                                            | 25                                                           |
| Royaume-Uni                                                  | 16                                                           | 0                                                            | 16                                                           |
| Brésil                                                       | 5                                                            | 0                                                            | 5                                                            |
| Argentine                                                    | 3                                                            | 0                                                            | 3                                                            |
| Australie                                                    | 2                                                            | 0                                                            | 2                                                            |
| Inde                                                         | 2                                                            | 0                                                            | 2                                                            |
| Belgique                                                     | 1                                                            | 0                                                            | 1                                                            |
| Chypre                                                       | 1                                                            | 0                                                            | 1                                                            |
| Allemagne                                                    | 1                                                            | 0                                                            | 1                                                            |
| Irlande                                                      | 1                                                            | 0                                                            | 1                                                            |
| Maroc                                                        | 1                                                            | 0                                                            | 1                                                            |
| Nouvelle-Zélande                                             | 1                                                            | 0                                                            | 1                                                            |
| Pakistan                                                     | 1                                                            | 0                                                            | 1                                                            |
| Sénégal                                                      | 1                                                            | 0                                                            | 1                                                            |
| Espagne                                                      | 1                                                            | 0                                                            | 1                                                            |
| Suède                                                        | 1                                                            | 0                                                            | 1                                                            |
| Suisse                                                       | 1                                                            | 0                                                            | 1                                                            |
| Vietnam                                                      | 1                                                            | 0                                                            | 1                                                            |
| Inconnus                                                     | 2                                                            | 0                                                            | 2                                                            |
| Total                                                        | 335                                                          | 11                                                           | 346                                                          |

Tous les corps des victimes ont été réunis dans l'Église Saint-Pierre de Senlis.

## L'enquête et les causes de l'accident

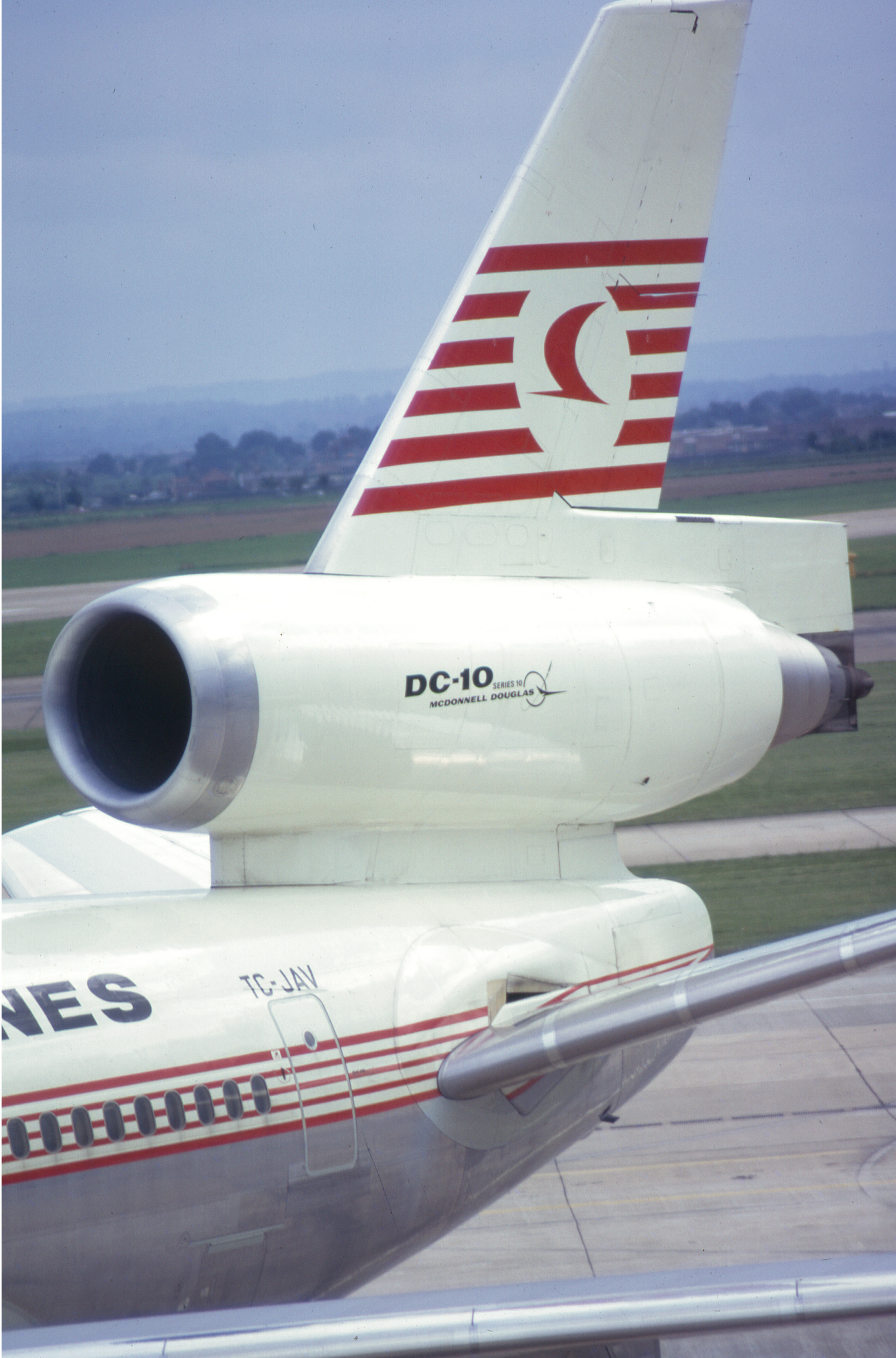
Photo de l'arrière de l'appareil impliqué là où la porte de soute s'est ouverte en plein vol.

Au lendemain du drame, la presse croit à un attentat.
Pourtant, les recherches engagées dès l'annonce de la catastrophe laissent rapidement perplexe sur cette piste car quelque chose ne correspond pas: les corps de six passagers, éjectés de l'avion, ont été retrouvés à Saint-Pathus, à plus de 15 km des lieux du drame. L’avion n’avait pourtant pas été détourné.
Les enquêteurs s'orienteront d'abord eux aussi vers la piste d'un possible attentat fomenté par des extrémistes arméniens, sans réussir à la démontrer. Cependant, dès le 6 mars, une forme de prudence reprend ses droits dans les pages du quotidien régional, où on lit: « Deux hypothèses : accident ou attentat », dans un article qui se souvient que « le 13 juin 1972, un DC 10 de la compagnie American Airlines dut se poser en catastrophe à la suite de l’ouverture accidentelle de la porte de sa soute à bagages ». Mais les boîtes noires ne sont alors pas encore analysées pour confirmer qu’il s’est passé la même chose ou quasiment en mars 1974, seulement deux ans après.
L'enquête mettra par la suite en évidence :
- un défaut de conception du système de fermeture des portes des soutes, défaut signalé aux compagnies, mais non réparé sur cet avion ;
- un mauvais verrouillage de la porte de la soute arrière par le personnel au sol ;
- l'ouverture en vol de cette porte amenant la dépressurisation de la soute ;
- la différence de pression qui provoqua l'affaissement du plancher dans lequel passaient les circuits de commande (triplés pour des raisons de sécurité) de vol de l'empennage ;
- le blocage de ces commandes et la perte de contrôle de l'avion.

Lors du procès qui s'ensuivit, McDonnell Douglas fut condamné à payer 80 millions de dollars, la plus forte indemnité jamais versée à des familles de victimes d'une catastrophe aérienne.

## Vol American Airlines 96, incident de Windsor
Deux ans auparavant, le 12 juin 1972, un accident similaire s'était déjà produit sur un DC-10 d'American Airlines qui avait perdu en vol sa porte de soute arrière au-dessus de Windsor (Ontario). La dépressurisation conduisit à l'affaissement du plancher et à une perte partielle des commandes de vol, mais le pilote parvint à contrôler son avion et à le poser. 
L'enquête mit en évidence la mauvaise conception du système de verrouillage de la porte ; le défaut fut signalé aux compagnies, mais l'administration fédérale de l’aviation civile n'émit pas de consigne de navigabilité.

## Mémorial
Pendant les années qui ont suivi l’accident un haut grillage entourait son périmètre sur plusieurs centaines de mètres afin de permettre le renouvellement de la forêt. Un mémorial a été construit en forêt d'Ermenonville à la mémoire des victimes.

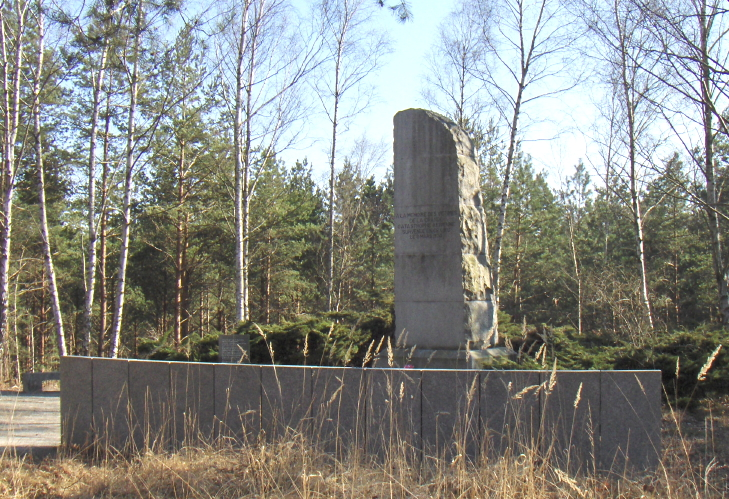
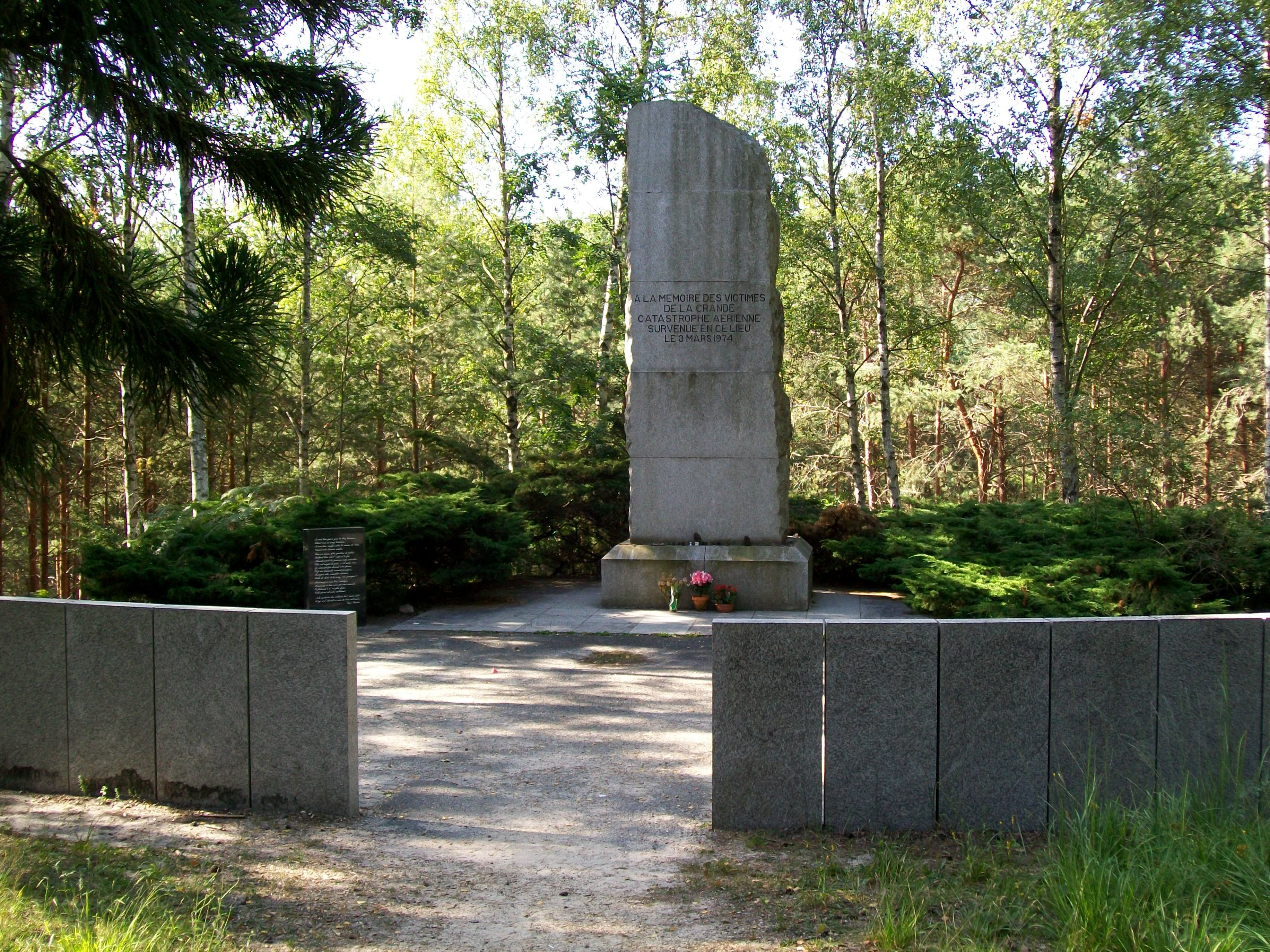

## Médias
L'accident a fait l'objet d'un épisode dans la série télé Air Crash nommé « Enquête sur le DC-10 » (saison 5 - épisode 2).